# Atavismo
Atavismo (do latim atavus, "ancestral") é o reaparecimento de uma certa característica no organismo depois de várias gerações de ausência. Em biologia, atavismo é uma  reminiscência evolutiva, como reaparecimento de traços que estiveram ausentes em várias gerações. Pode ocorrer de várias maneiras. Uma maneira é quando genes para  características previamente fenotípicas existentes são preservadas no DNA, e estes tornam-se expressar através de uma mutação que quer nocautear os genes primordiais para os novos traços ou fazer os traços antigos substituírem os atuais. 

## Atavismos nos animais

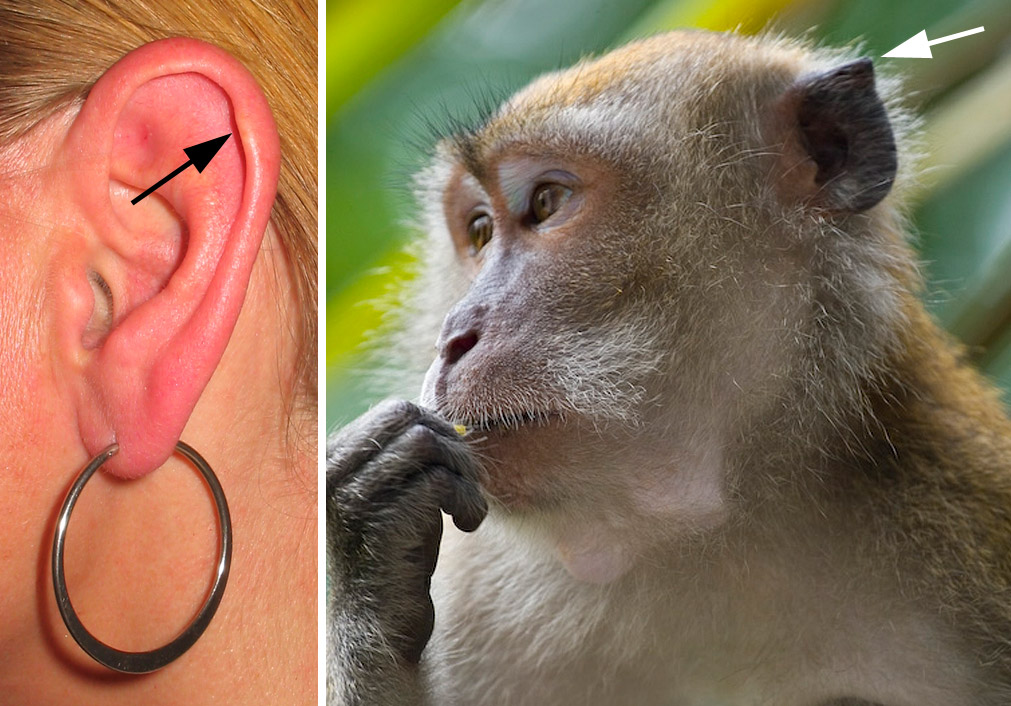
Tubérculo de Darwin numa orelha humana (esquerda), e a estrutura homóloga em Macaca fascicularis (direita).

Embora as galinhas normalmente não tenham dentes, e as aves tenham "perdido" a dentição há cerca de 60 a 80 milhões de anos, os tecidos que normalmente desenvolvem dentes continuam a manter essa capacidade. Geoffrey Saint Hilaire foi o primeiro cientista a descrever a formação de dentes em embriões de galinhas em 1821. Atualmente, é conhecido que os genes responsáveis pela odontogénese estão ainda presentes em galinhas.

| Membros Inferiores | Dedos extras | Dentes (odontogênese) |
| --- | --- | --- |
| - Pernas traseiras em cobras - Barbatanas traseiras em cobras - Barbatanas traseiras em baleias - Barbatanas traseiras em golfinhos | - Dedos extras em cavalos - Dedos extras em jumentos - Dedos extras em camelos - Dedo espigão nas patas traseiras de cães - Dedo espigão nas patas traseiras de gatos | - Dentes crocodilianos que podem reaparecer em galinhas - Dentes em certas espécies de baleias - Dentes extranumerários em linces |

Outros exemplos de atavismos incluem:
- Membranas entre os dedos de axolotes adultos.[10]
- Ressurgimentos de asas em bichos-pau[11] e em dermápteros.[12]

## Atavismos em humanos
Evolutivamente, traços que desapareceram fenotipicamente não necessariamente desapareceram a partir do DNA de um organismo.  A sequência do gene permanece muitas vezes, mas está inativo. Tal gene pode permanecer não utilizado no genoma, durante muitas gerações. Contanto que o gene permaneça intacto, uma falha no controle genético suprime o gene o que pode levar a que seja expresso de novo. Por vezes, a expressão de genes dormentes pode ser induzida por estimulação artificial. 

#### Hipertricose lanuginosa
Até 2015, não se tinha uma prova clara da anormalidade molecular específica. A hipótese mais aceita para explicar o aspecto fenotípico da hipertricose na sua forma mais comum está relacionada com um excesso de estimulação dos folículos capilares por algum gene ancestral suprimido — uma vez que no curso da evolução humana, os genes que causam o crescimento do cabelo foram silenciados. 

A possibilidade desta expressão ser um atavismo é o tema de uma discussão científica em andamento. Em 2021, uma revisão bibliográfica combinou vários estudos e apontou que essa forma capilar em humanos modernos está associada à, notavelmente, 121 condições genéticas.

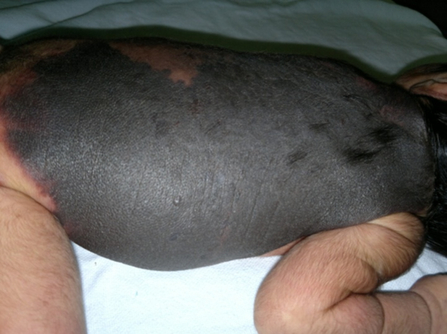
Nevo melanocítico congênito gigante.

#### Nevo melanocítico congênito gigante
Nevo melanocítico congênito (também "nevo peludo gigante") é termo para manchas na pele causadas pelo crescimento excessivo de melanócitos. As manchas geralmente têm diâmetro maior que 20 cm  e podem estar acompanhadas de excesso de pelos terminais (hipertricose lanuginosa).
Nevos surgem quando, devido a uma mutação genética que ocorre após a formação do embrião, há uma falha no processo de migração dos melanócitos da crista neural para a pele. Em muitos casos, as mutações são encontradas em genes que codificam proteínas NRAS e KRAS e a possibilidade desta expressão ser um atavismo foi sugerida, mas nenhum estudo deu sequência diretamente ao tema.

#### Outros exemplos relatados
Várias formas de atavismo podem ser observadas em humanos. Principais atavismos observados se expressando na população de humanos modernos:
| Exemplo                                                                            | Fontes                      |
| ---------------------------------------------------------------------------------- | --------------------------- |
| Cauda conectada à coluna que se apresenta como sendo truetail e pseudotail.        | [ 32 ] [ 33 ] [ 34 ] [ 35 ] |
| Mamilos supranumerários se expressando tanto em machos quanto em fêmeas.           | [ 4 ] [ 36 ]                |
| Daltonismo, também conhecido como discromatopsia ou discromopsia.                  | [ 37 ]                      |
| Tubérculo de Darwin formando a ponta da orelha na região denominada hélix.         | [ 38 ]                      |
| Coração com um formato que remonta ao órgão dos répteis (ancestrais dos mamíferos) | [ 39 ]                      |

## Atavismos em plantas
O atavismo também pode ser observado em plantas. Em certos casos, as partes aladas do pecíolo são ampliadas, para produzir dois folhetos laterais tornando-o com folhas trifolioladas. A ocorrência desse fenômeno pode ser observada em Rosa, Hibiscus, Oxalis, Poppy e Citrus. Vários fatores podem influenciar na ocorrência do atavismo em plantas, De Vries (1906) fala sobre:
"A produção de variedades e de folhas atávicas depende em alto grau de condições externas. Ela adere com a regra geral que, as situações favoráveis reforçam as distinções das variedades, enquanto as condições desfavoráveis aumentam o número de peças com propriedade atávica. Estas influências, podem serem vistas como tendo seu efeito sobre os indivíduos isolados, bem como sobre as gerações de crescimento da sua descendência." 

#### Atavismo no gêneroCitrus
Um exemplo de atavismo em vegetais pode ocorrer no gênero Citrus, onde o pecíolo da folha é ampliado. Nesses casos de atavismo, o pecíolo amplia-se para produzir os dois folhetos laterais, mostrando características ancestrais que as folhas dos Citrus tinham. As folhas dos Citrus eram trifolioladas, mas durante a evolução dois folhetos se degeneraram. A espécie cítrica Citrus trifoliata, preserva ainda dois folhetos laterais, uma característica de suas ancestrais.

#### Atavismo no gêneroHibiscus
O atavismo também pode ser observado no gênero Hibiscus, onde as partes aladas da folha são ampliadas. Nesses casos de atavismo, o lóbulo da folha é ampliado tentando formar dois recortes laterais, para produzir os dois lóbulos, mostrando características ancestrais que as folhas dos Hibiscus tinham e ainda têm. As folhas simples dos hibiscos que no passado possuíam o formato trilobado (3 lóbulos) tiveram seus lóbulos degenerados durante a evolução. Algumas espécies de hibiscos como a Hibiscus sabdariffa possuem ainda os seus dois lóbulos preservados.

## Atavismo táxico
Atavismo táxico ou reversão evolutiva ocorre quando o ser vivo sofre uma reversão evolutiva (reversão filogenética de um caráter – uma homoplasia no jargão da Sistemática Filogenética) que atinge todo um táxon (todos indivíduos) e permanece fixo desde então. Exemplos de Atavismo táxico:
- Reaparecimento da capacidade de reprodução sexuada da família de ácaros Crotoniidae [44]
- Re-emergência de flores de reprodução sexuada na planta Hieracium pilosella Após gerações inexistentes[45]
- Reaparecimento de asas em insetos de vara sem asas[46] e percevejos.[4]